# Quezaltepeque (Guatemala)
Quezaltepeque é uma cidade da Guatemala do departamento de Chiquimula.